# Tessa (Niger)
Tessa è un comune rurale del Niger facente parte del dipartimento di Dosso nella regione omonima.